# 皱叶鹿蹄草
皱叶鹿蹄草（学名：Pyrola rugosa）为鹿蹄草科鹿蹄草属下的一个种。

## 扩展阅读
- 維基物種上的相關：皱叶鹿蹄草